# Billy Talent
Billy Talent je kanadska rock/ pop punk/ emo glasbena skupina, ustanovljena leta 1993.

## O skupini
Skupina Billy Talent so kanadski sodobni punkerji, ki svoje vplive črpajo tako iz starega punka, kot iz novega punk revivla, sodobnega hardcora ter emocora. Četverec iz kanadskega Ontaria, oz. njegovega glavnega mesta Toronta je energičen band, poln zanosa in cinizma. Mladostniška kritičnost tipičnega punk/ skate punk revivla je vidna tudi pri njih le, da so fantje že precej izkušeni mački, kar so večkrat dokazali tudi na tradicionalnem Vans Warped Touru.
Skupina Billy Talent se je sprva imenovala Pezz in to do leta 2001. Tega leta pa so se preimenovali v obstoječe ime. Spremenili so ga pa zato, ker je že od leta 1989 obstajal punk rock band Pezz iz Memphisa, ZDA.

## Zasedba
- Benjamin Kowalewicz - vokal / frontman
- Ian D'Sa - kitara, vokal
- Jon Gallant - bas kitara, vokal
- Aaron Solowoniuk - bobni

## Diskografija

### Albumi
| Leto izida         | Naslov          | Založba                              |  |
| ------------------ | --------------- | ------------------------------------ |  |
| 1998               | Watoosh!        | (neodvisna izdaja)                   |  |
| 16 september, 2003 | Billy Talent    | Warner Music Canada/Atlantic Records |  |
| 27 junij, 2006     | Billy Talent II | Warner Music Canada/Atlantic Records |  |

### EP- ji
| Leto | Naslov                    |      |                            |   |
| ---- | ------------------------- | ---- | -------------------------- | - |
| Leto | Naslov                    | 1993 | Demoluca (pod imenom Pezz) | - |
| 1994 | Dudebox (pod imenom Pezz) | -    |                            |   |
| 2001 | Try Honesty EP            | -    |                            |   |